# 대구 도시철도의 차량
여기에서는 대경권 도시철도 운영기관인 대구교통공사가 보유하고 있는 철도 노선에 사용되는 차량에 대하여 기술한다.

## 1호선
- 대구교통공사 1000호대 전동차 - 1997년 개통과 함께 도입되어 현재까지 운용중인 전동차

제작업체 : 한진중공업 부산공장

## 2호선
- 대구교통공사 2000호대 전동차 - 2005년 개통과 함께 도입되어 현재까지 운용중인 전동차

제작업체 : 현대로템 의왕공장

## 3호선
- 대구교통공사 3000호대 전동차 - 2015년 개통과 함께 도입되어 현재까지 운용중인 전동차. 국내 최초로 모노레일 형식으로 달리는 경전철이다.

제작업체 : 히타치 제작소, 우진산전

## 대경선광역전철
- 한국철도공사 392000호대 전동차 - 2023년 도입된 전동차.

제작업체 : 현대로템 창원공장

## 4호선
- 대구교통공사 4000호대 전동차 - 2026~2030사이에 도입 예정된 전동차.

## 대구산업선 광역전철
- 한국철도공사 xxx000호대 전동차 - 도입 예정된 전동차

제작업체 : 

## 5호선
- 대구교통공사 5000호대 전동차 -